# Debbie Lee Carrington
Deborah "Debbie" Lee Carrington (14 de diciembre de 1959 - 23 de marzo de 2018) fue una actriz y acróbata estadounidense. Parte de los papeles que interpretó se basaron en su enanismo. Nació en San José, California; su padre era gerente de seguros y su madre era maestra de escuela.
Carrington apareció en muchas películas y programas de televisión, incluyendo In Living Color, The Drew Carey Show, El Retorno del Jedi, Howard the Duck, Tracey Takes On..., Total Recall , Men in Black, Seinfeld , Baywatch , Married ... With Children, Boston Legal, The Garbage Pail Kids, Dexter y Bones. En 2008, filmó escenas para el thriller de acción Bitch Slap .
Carrington murió el 23 de marzo de 2018, a los 58 años en el rancho de sus padres en Pleasanton, California después de un período de complicaciones de salud.

## Filmografía
| Año       | Título                      | Personaje                              | Notas                                                 |
| --------- | --------------------------- | -------------------------------------- | ----------------------------------------------------- |
| 1981      | Under the Rainbow           | Hotel Rainbow Guest                    | como Debbie Carrington                                |
| 1983      | Return of the Jedi          | Romba Ewok                             | como Debbie Carrington                                |
| 1984      | The Ewok Adventure          | Weechee                                | Telefilm, como Debbie Carrington                      |
| 1984      | Earthlings                  | Zet                                    | Telefilm                                              |
| 1985      | What's Happening Now!!      | Munchkin                               | Episodio: "The Improbable Dream"                      |
| 1985      | Ewoks: The Battle for Endor | Weechee                                | Telefilm                                              |
| 1985      | Amazing Stories             | Alien                                  | Episodio: "Fine Tuning"                               |
| 1986      | Invaders from Mars          | Drone                                  |                                                       |
| 1986      | Howard the Duck             | Duck                                   |                                                       |
| 1987      | Harry and the Hendersons    | Little Bigfoot                         |                                                       |
| 1987      | The Garbage Pail Kids Movie | Valerie Vomit                          |                                                       |
| 1989      | Monsters                    | Troll                                  | Episode: "Fools' Gold"                                |
| 1990      | Nerds of a Feather          | Little Army of Little Russian Soldiers |                                                       |
| 1990      | Spaced Invaders             | Dr. Ziplock                            |                                                       |
| 1990      | Total Recall                | Thumbelina                             |                                                       |
| 1990      | Club Fed                    | Betty                                  |                                                       |
| 1990      | Married... with Children    | Alien                                  | Episodio: "Married... with Aliens"                    |
| 1990      | WIOU                        | Carla Sapper                           | Episodio: "Do the Wrong Thing"                        |
| 1990      | The Bonfire of the Vanities | Chica que llora                        | No acreditada                                         |
| 1991      | The New Adam-12             | Cindy                                  | Episodio: "Trick or Trick"                            |
| 1991–1992 | In Living Color             | Tiny Avenger                           | 3 episodios                                           |
| 1992      | Seedpeople                  | Tumbler                                |                                                       |
| 1992      | Batman Returns              | Emperor Penguin                        |                                                       |
| 1992      | Mom and Dad Save the World  | Bwaaa (Fishface)                       |                                                       |
| 1992      | Cattive ragazze             | Amy                                    |                                                       |
| 1994      | Seinfeld                    | Tammy                                  | Episodio: "The Stand-In"                              |
| 1994      | The High Crusade            | Branithar                              |                                                       |
| 1994      | Baywatch                    | Debbie                                 | Episodios: "Silent Night, Baywatch Night: Part 1 & 2" |
| 1995      | Born to Be Wild             | Gorilla Team                           |                                                       |
| 1997      | Men in Black                | Padre alienígena                       |                                                       |
| 1997      | Titanic                     |                                        | Stunts                                                |
| 1998      | Tracey Takes On...          | Raquel Gibson                          | Episodio: "Loss"                                      |
| 1998      | Mighty Joe Young            | Otro gorila                            |                                                       |
| 1998      | Bride of Chucky             | Tiffany                                | Doble de acción: Jennifer Tilly                       |
| 1999      | She's All That              | Felicity                               |                                                       |
| 1999–2000 | The Drew Carey Show         | Doreen                                 | 4 episodes                                            |
| 2000      | The Independent             | Surfista                               |                                                       |
| 2000      | Buffy the Vampire Slayer    | Criatura                               | Episodio: "Listening to Fear"                         |
| 2000      | The Christmas Secret        | Gorah                                  | Telefilm                                              |
| 2001      | The Lone Gunmen             | Sadie                                  | Episodio: "Madam, I'm Adam"                           |
| 2002      | ER                          | Ginger Jones                           | Episodio: "A Simple Twist of Fate"                    |
| 2002      | The District                | Alice                                  | Episodio: "Small Packages"                            |
| 2003      | Tiptoes                     | Kitty Katz                             |                                                       |
| 2003      | Scary Movie 3               | Mini Tabitha                           | No acreditada                                         |
| 2004      | The Polar Express           | Elfo                                   |                                                       |
| 2004      | Seed of Chucky              | Herself                                | (DVD escenas eliminadas), No acreditada               |
| 2004      | Boston Legal                | Patty                                  | Episodio: "Loose Lips"                                |
| 2004      | Huff                        | Marla                                  | Episodio: "Flashpants"                                |
| 2006      | Dexter                      | Patty                                  | Episodio: "Truth Be Told"                             |
| 2006      | Nip/Tuck                    | Merrily                                | Episodio: "Reefer"                                    |
| 2008      | Men in Trees                | Karen                                  | Episodio: "Read Between the Minds"                    |
| 2008      | Bedtime Stories             | Booing Goblin                          | como Debbie Carrington                                |
| 2009      | Bones                       | Gidget Jones                           | Episodio: "The Dwarf in the Dirt"                     |
| 2011      | Jessie                      | Jingles                                | Episodio: "Christmas Story"                           |
| 2011      | Pair of Kings               | Squonk Queen                           | Episodio: "Dinner for Squonks"                        |
| 2012      | The New Normal              | Little Person Mom                      | Episodio: "Piloto"                                    |
| 2013      | Curse of Chucky             | Doble de Chucky                        | Directa a vídeo                                       |
| 2017      | Special Unit                | Sophie                                 | (su último papel cinematográfico)                     |